# Anochetus modicus
Anochetus modicus é uma espécie de formiga do gênero Anochetus, pertencente à subfamília Ponerinae.